# Zuigermotor

Zuigerstoommachine

Stermotor van een vliegtuig

Viertakt 5 cilinder lijnmotor

Een zuigermotor is een uit een of meer zuigers en cilinders geconstrueerde motor, waarin een via druk opgewekte translerende beweging wordt omgezet in een roterende beweging. 
Er bestaan viertaktmotoren en tweetaktmotoren met inwendige verbranding; ook een stirlingmotor kan met zuigers zijn uitgerust. De stoommachine zou men als de eerste zuigermotor kunnen beschouwen, hoewel het woord meestal niet wordt gebruikt in die context.
Dit motortype wordt vooral gebruikt in auto's, motorfietsen, eenvoudige vliegtuigen, aggregaten, etc.

## Cilinders

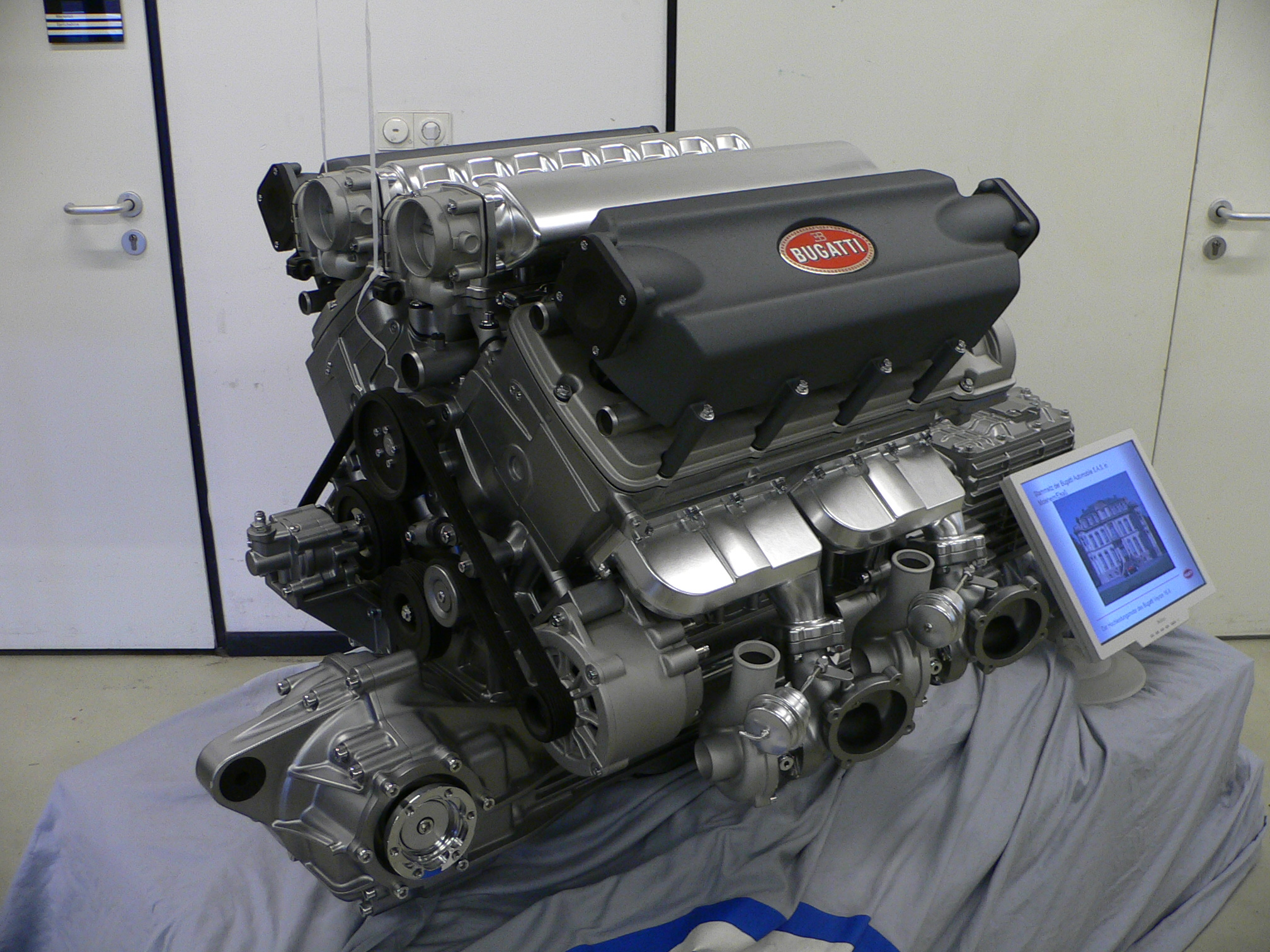
Het motorblok van een Bugatti Veyron EB16.4, een W16 met 8,0 liter cylinderinhoud

Cilinders van motoren bestaan met een inhoud van minder dan een 1 cc (motortjes voor modelvliegtuigen), enkele cc's tot honderden liters (scheepsdieselmotoren). Grotere cilinders leveren meestal een groter rendement op en kleinere cilinders een groter specifiek vermogen. In de praktijk is vastgesteld dat cilinders met een inhoud tussen de 300 en 400 cc het grootste specifiek vermogen leveren.
Een motor kan elk gewenst aantal cilinders hebben die in diverse configuraties kunnen staan ten opzichte van elkaar: in-lijn-motoren, boxermotoren, radiaalmotoren (ook wel stermotor genoemd), V-motoren, U-motoren en W-motoren. Het aantal cilinders is afhankelijk van het benodigde vermogen en of dit constructief mogelijk is. Motoren met bijvoorbeeld 5,11 of 15 cilinders komen in de praktijk wel voor maar worden vaak niet toegepast uit constructieve overwegingen. Gebruikelijk zijn 1, 2, 4, 6, 8, 10, 12 en 16 cilinders.